# Boris Apuchtin
Boris Trifonowicz Apuchtin (ros. Борис Трифонович Апухтин; ur. 19 lutego?/4 marca 1906 w Kraskowie, w guberni moskiewskiej, zm. 27 lutego 1975 w Moskwie) – rosyjski piłkarz, grający na pozycji pomocnika, trener piłkarski.

## Kariera piłkarska

### Kariera klubowa
W 1916 rozpoczął karierę piłkarską w moskiewskiej drużynie ZKS Moskwa (Zamoskworiecki Klub Sportu). W 1919 roku został piłkarzem WTOPAS Moskwa (Wsierossijskoje Towariszczestwo Obrazowatelno-Proizwodstwiennych Asocjacji). Potem występował w klubach MOGES Moskwa (Krasnyj Lucz, MOskowskaja Gorodskaja ElektroStancja) i RKimA Moskwa (Rajonnyj Klub im. Astachowa). W 1934 przeszedł do GCOLIFK Moskwa (Gossudarstwiennyj Centralnyj Ordena Lenina Institut Fiziczeskoj Kultury). W 1941 w związku z rozpoczęciem Wielkiej Wojny Ojczyźnianej był zmuszony zakończyć karierę piłkarską.

### Kariera reprezentacyjna
Bronił barw reprezentacji Moskwy i Rosyjskiej Centralnej Rady Związków Zawodowych (WCSPS) (1931–1933).

## Kariera trenerska
W 1936 trenował klub Proletarskaja Pobieda Moskwa. W czerwcu 1946 objął stanowisko głównego trenera Dynama Kijów, z którym pracował do końca roku. W pierwszej połowie 1948 prowadził Lokomotiw Moskwa, a w drugiej połowie 1949 Dinamo Erywań. W 1950 trenował klub Krasnoje Znamia Iwanowo. Od sierpnia do końca 1968 pracował na stanowisku dyrektora Nieftianika Fergana. W międzyczasie, w latach 1948–1952 konsultował reprezentację Albanii. W latach 1943–1968 z przerwami pracował jako starszy trener w Wydziale Piłki Nożnej Komitetu Sportu ZSRR. Autor książek „Technika piłki nożnej” (1956, 1958), „Taktyczne przygotowanie piłkarzy” (1961), „Zwody w piłce nożnej” (1969). Zmarł 27 lutego 1975 w Moskwie w wieku 69 lat.

## Sukcesy i odznaczenia

### Sukcesy klubowe
- mistrz Moskwy: 1932 (jesień), 1933 (jesień)

### Odznaczenia
- tytuł Mistrza Sportu ZSRR: 1948
- tytuł Zasłużonego Trenera Sportu ZSRR: 1957